# Вишеславська Ірина Леонідівна
Іри́на Леонідівна Вишесла́вська, у шлюбі Макарова-Вишеславська (нар. 20 лютого 1939, Київ) — українська художниця, майстриня живопису та графіки, сценографиня, членкиня Національної спілки художників України, член «Maison des Artisles» Париж, Франція.
Роботи демонструвалися і зберігаються у музеях таких країнах: Україна, Франція, Росія, Азербайджан та інших.

## Життєпис

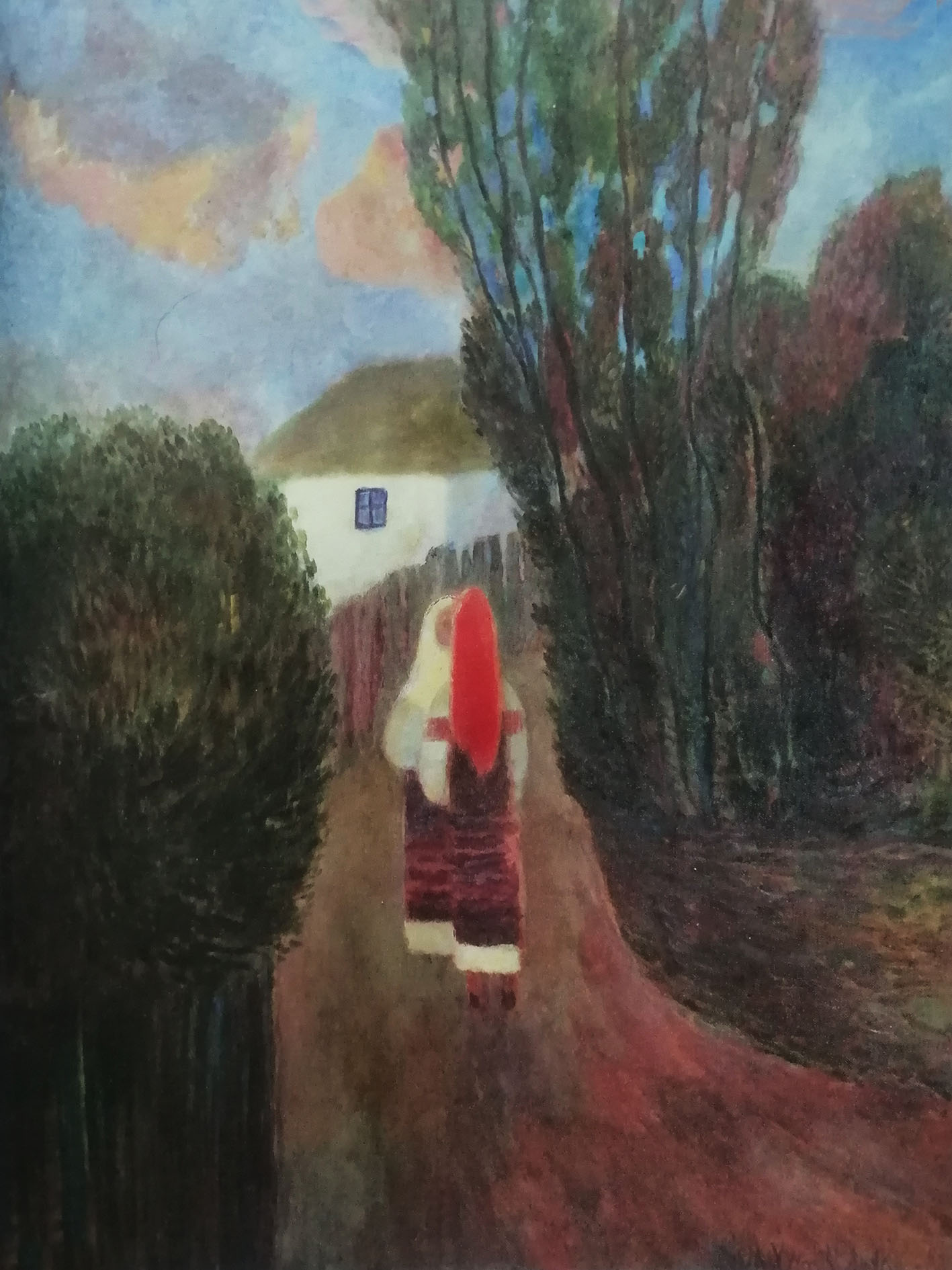
І.Вишеславська. Зустріч. 1972

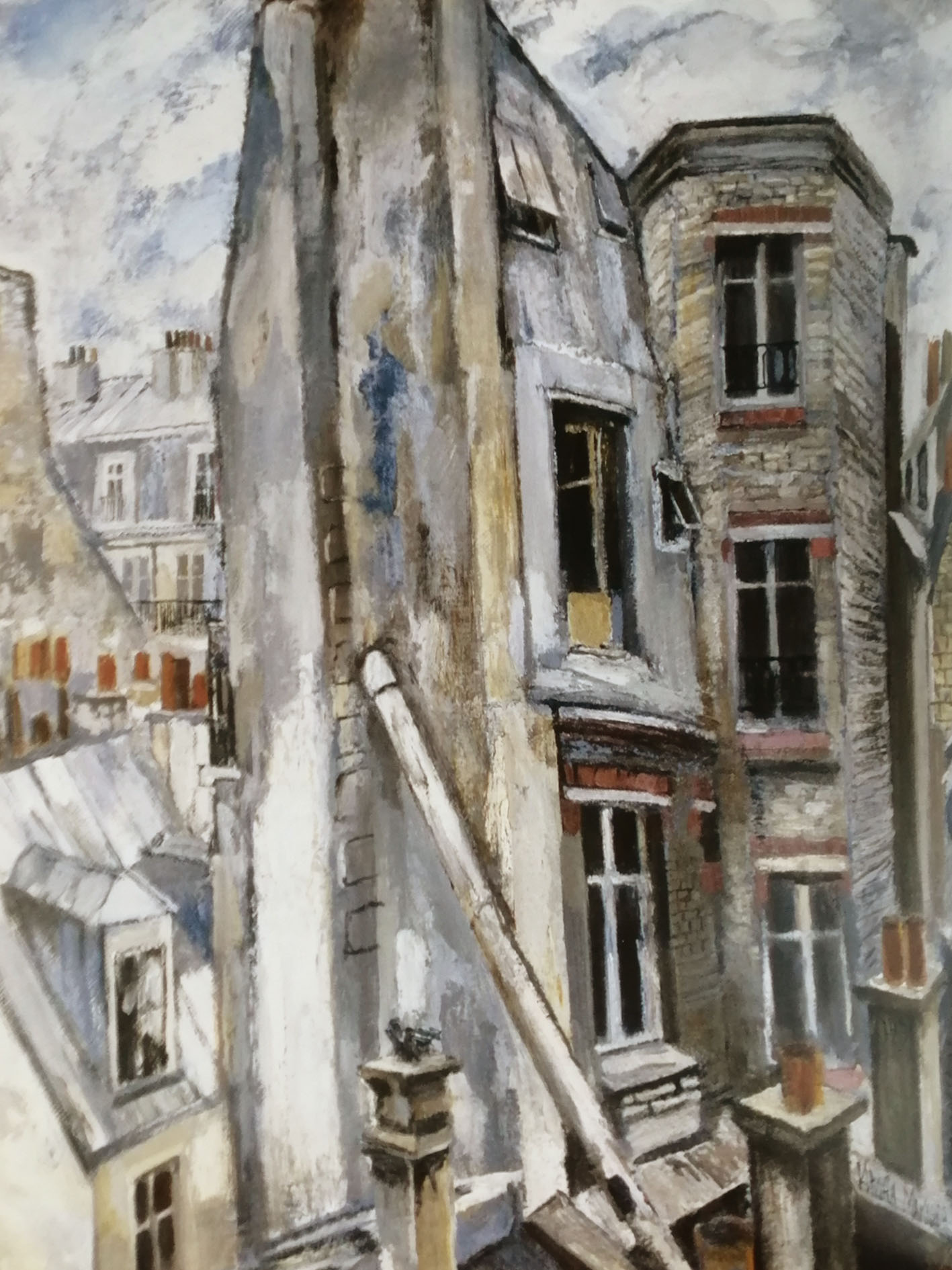
І.Вишеславська. Париж. Латинський квартал.1991

Ірина народилася в Києві 20.02.1939 у сім'ї з багатими культурними традиціями. Її батько Леонід Вишеславський був відомим поетом, мати — Агнеса Балтага — літераторкою. Серед предків були священники (в Греції, Румунії, Україні). Ірина з раннього дитинства проявляла художній талант. Коли їй було 8 років, вона отримала першу премію на республіканській виставці Дитячого малюнка за акварель «Переправа на пляж».
Ірина Вишеславська навчалася у Республіканській художній школі (в якій через багато років викладала живопис). Навчалася в Інституті живопису, скульптури та архітектури імені І. Репіна, Ленінгад (Санкт-Петербург), Росія. Потім повернулася до Києва і закінчила Національну академію образотворчого мистецтва і архітектури, викладач Василь Забашта.
У період шлюбу з письменником, літературознавцем Анатолієм Макаровим художниця підписувала роботи як Макарова-Вишеславська. Їхній син Гліб Вишеславський  — художник, мистецтвознавець.

## Творчість

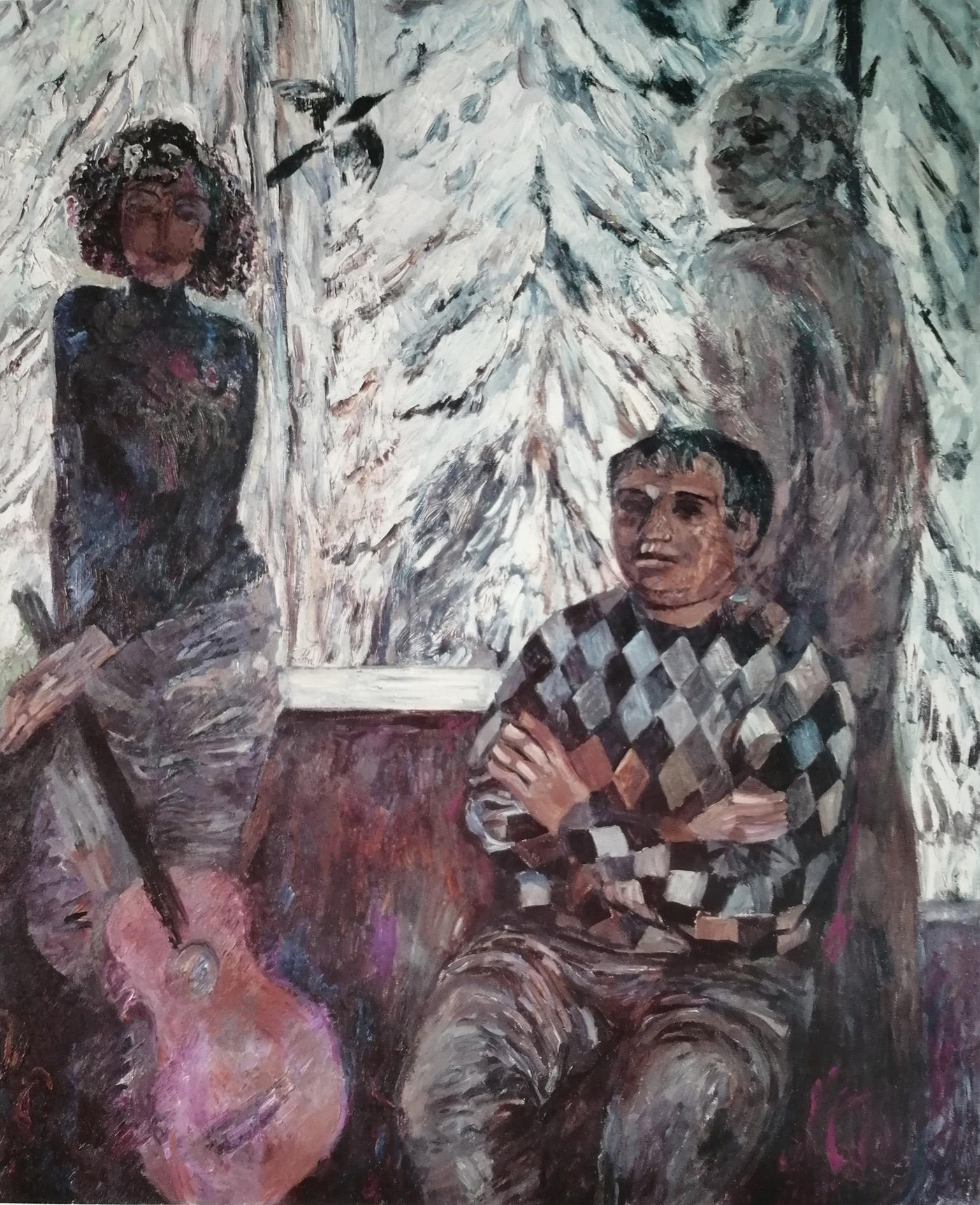
І.Вишеславська. Сенеж. Автопортрет з Віктором Півоваровим та Едуардом Гороховським. 1975

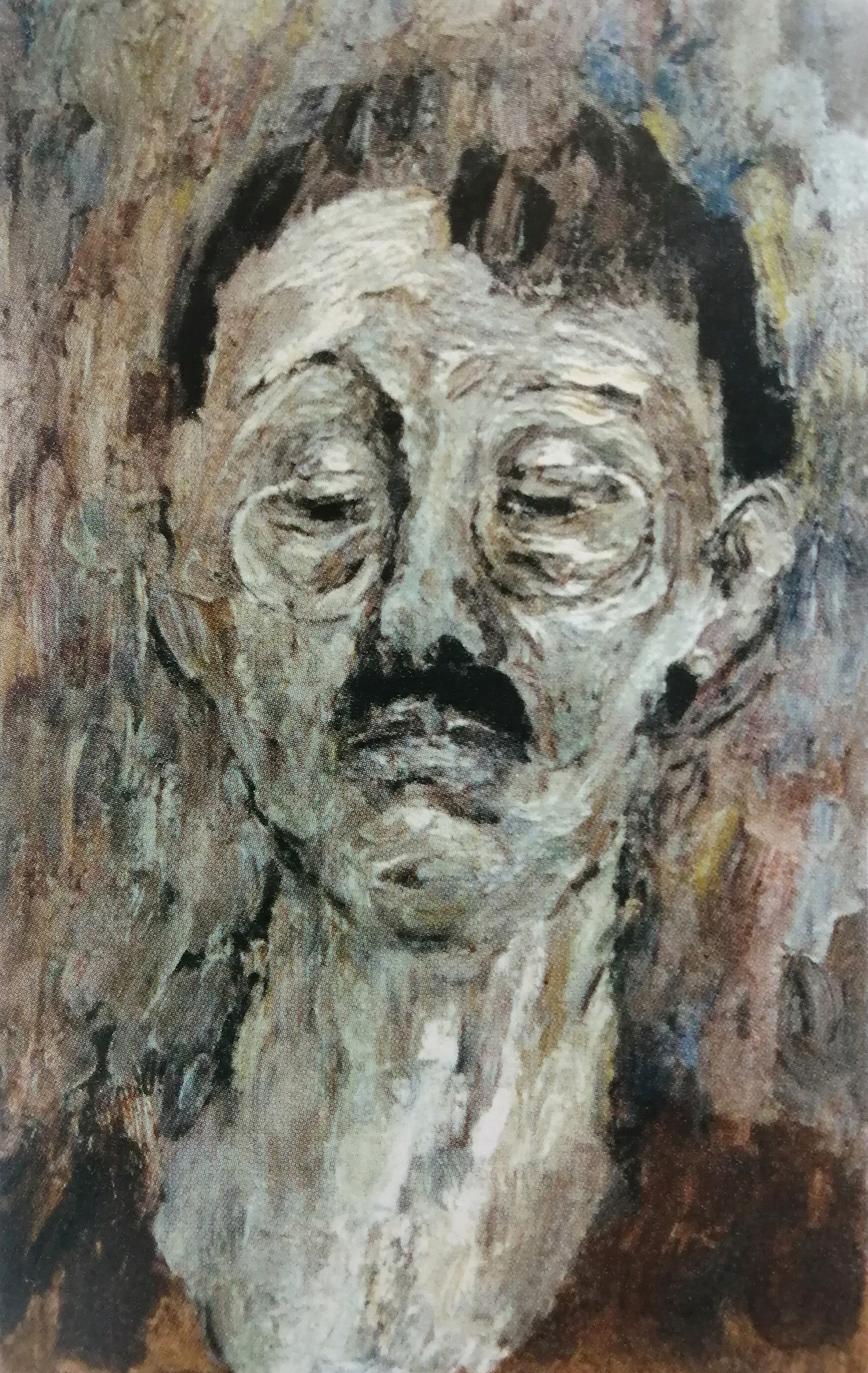
І.Вишеславська. Портрет журналіста Юрія Роста. 1989

Художньому вихованню Ірини сприяв її батько. Завдяки організованій ним поїздці по Європі, дочка з юних років була знайома з найкращими творами мистецтва в музеях Стокгольмі, Амстердама, Парижа, Лувру, Рима й Афін, що було практично недоступне для більшості в СРСР. Особливий вплив на неї справив альбом «Імпресіонізм», подарований батьком, і який послужив фундаментом для подальшої самсамостійної творчості.
Щоб отримати якісну освіту, Ірина поїхала до Ленінграда, де багато часу провела, вивчаючи шедеври Ермітажу. У Ленінградській Академії Мистецтв вона провчилася чотири роки. Далі, одружившись з киянином, перевелася в Київський художній інститут. Там у неї виникли конфлікти і з інститутом, і зі Спілкою художників. Її манеру не сприймали, вважали надто «західною». Це був важкий період, вісім років її не приймали до Спілки. Але вона повезла свої роботи до Москви, в обхід офіційних чиновників, на Всесоюзний конкурс портрета, на якому отримала премію. Після цього, у 1975 році, прийнята до Спілки художників України, а премійований «Портрет велосипедистки» знаходиться зараз у Львівському музеї образотворчих мистецтв.
Великий вплив на формування мистецьких та релігійних поглядів Вишеславської мав священник Олександр Мень, погляди якого були опозиційними до радянського режиму, (з ним вся сім'я Вишеславських була близько знайома). У радянський період Вишеславська обрала так званий стиль «тихого супротиву», тобто оминала у своїй тематиці показово патріотичні й партійні теми, що споріднювало її творчість з тогочасним андеграундом. З можливостями відкритого суспільства у Незалежній Україні Вишеславська захопилася подорожами. Вона подовгу працює у Франції. Значно збагатилася тематика її картин, особливо сценами з життя французів, ромів, іспанців та багатьох інших, які ніби доповнюють у її доробку колоритні українські сюжети.
Ірина Вишеславська плідно працює портретисткою, майстринею побутових і жанрових сцен, сповнених психологізму й динаміки. Вишеславська створила галерею портретів відомих діячів культури, в яких оживає історія України та стає наочним її зв'язок з інтелектуалами світу. У колі спілкування художниці були журналіст Юрій Рост, письменник Валерій Шевчук, поетки Ірина Жиленко і Людмила Скирда, художники Віктор Півоваров, Едуард Гороховський.
Художниця відкрита до пошуку різних засобів виразності, її живопис колористично багатий, різноманітний у певних періодах творчості. Вишеславська успішно працювала ілюстраторкою книг і сценографкою театральних вистав. Вона добре розуміється на тонкощах світового й західного мистецтва, пише мистецтвознавчі статті. Чимало зроблено й написано про батька Леоніда Вишеславського для увіковічення пам'яті про нього.. ЇЇ було обрано до Міжнародної асоціації «Мистецтво народів світу», Москва у 1990; Незалежної мистецької Асоціації «Terra» Київ у 1994, «Maison des Artisles» Париж, Франція у 1997. Роботи зберігаються у музеях та приватних колекціях різних країн.